# Джордж Бест
Джордж Бест (на английски: George Best) е северноирландски футболист, постигнал най-голяма слава с отбора на „Манчестър Юнайтед“. Смятан за един от най-добрите играчи в света. Играе в „Юнайтед“ в периода 1963 – 1974, като печели титлата в Англия през 1965 и 1967, както и КЕШ през 1968. Носител на „Златна топка“ (1968) и определен от Асоциацията на футболните журналисти в Англия за футболист на годината (1968).
Още докато играе професионален футбол, има проблеми с алкохола и това е една от причините за оттеглянето му от футбола на ранна възраст. Влиза в затвора през 1984 за шофиране в нетрезво състояние и нападение на полицай.
Джордж Бест е автор на една крилата фраза, която точно отразява бохемския (му) начин на живот – „Похарчих много пари за алкохол, жени и бързи коли. Останалите ги пропилях“.

## Биография
Роден е на 22 май 1946 г. в Белфаст, Северна Ирландия, където и е открит 15-годишният млад талант от скаута на „Манчестър Юнайтед“ Боб Бишъп. След пробен период е привлечен от главния скаут Джо Армстронг през 1961. Става професионален играч и дебютира за „червените дяволи“ през 1963 срещу Уест Бромич Албиън на „Олд Трафорд“.
Изиграва общо 466 мача за „Манчестър Юнайтед“, в които отбелязва 178 гола – веднъж се разписва шест пъти, срещу Нортхамптън Таун. През 1974, 27-годишният Бест е уволнен поради злоупотреба с алкохол и отсъствие от тренировки и мачове. През следващите 10 години сменя различни отбори, като за последно играе през 1984, когато е на 38 години.
Играе 37 срещи за националния отбор по футбол на Северна Ирландия, в които отбелязва 9 гола. Играе предимно като крило и е известен със своя дрибъл и пас. Диего Марадона често определя Джордж Бест като любимия си футболист за всички времена, а веднъж Пеле казва, че Бест е най-добрият играч, който е виждал.
През 1988 е организиран бенефисен мач на „Уиндзор Парк“ в Белфаст. В публиката са Мат Бъзби и Боб Бишъп. Работи в „Скай Спортс“ като коментатор от 1998. През ноември 2004 Бест се съгласява да стане треньор в детско-юношеската школа на „Портсмут“.
Състоянието на черния му дроб се влошава и на
25 ноември 2005 г. умира на 59-годишна възраст.

## Отличия
- Титла в Англия: 1965, 1967
- Носител на КЕШ: 1968
- „Златна топка“: 1968
- Футболист на годината според Асоциацията на футболните журналисти: 1968
- Почетен доктор в Кралския университет в Белфаст (2001).
- Рекорд за най-много отбелязани голове в един мач от футболист на „Манчестър Юнайтед“. На 8 февруари 1970 Бест вкарва 6 гола срещу Нортхамптън Таун в 5-и кръг за Купата на Футболната асоциация. „Юнайтед“ бие с 8 – 2.